# Tiempo profundo

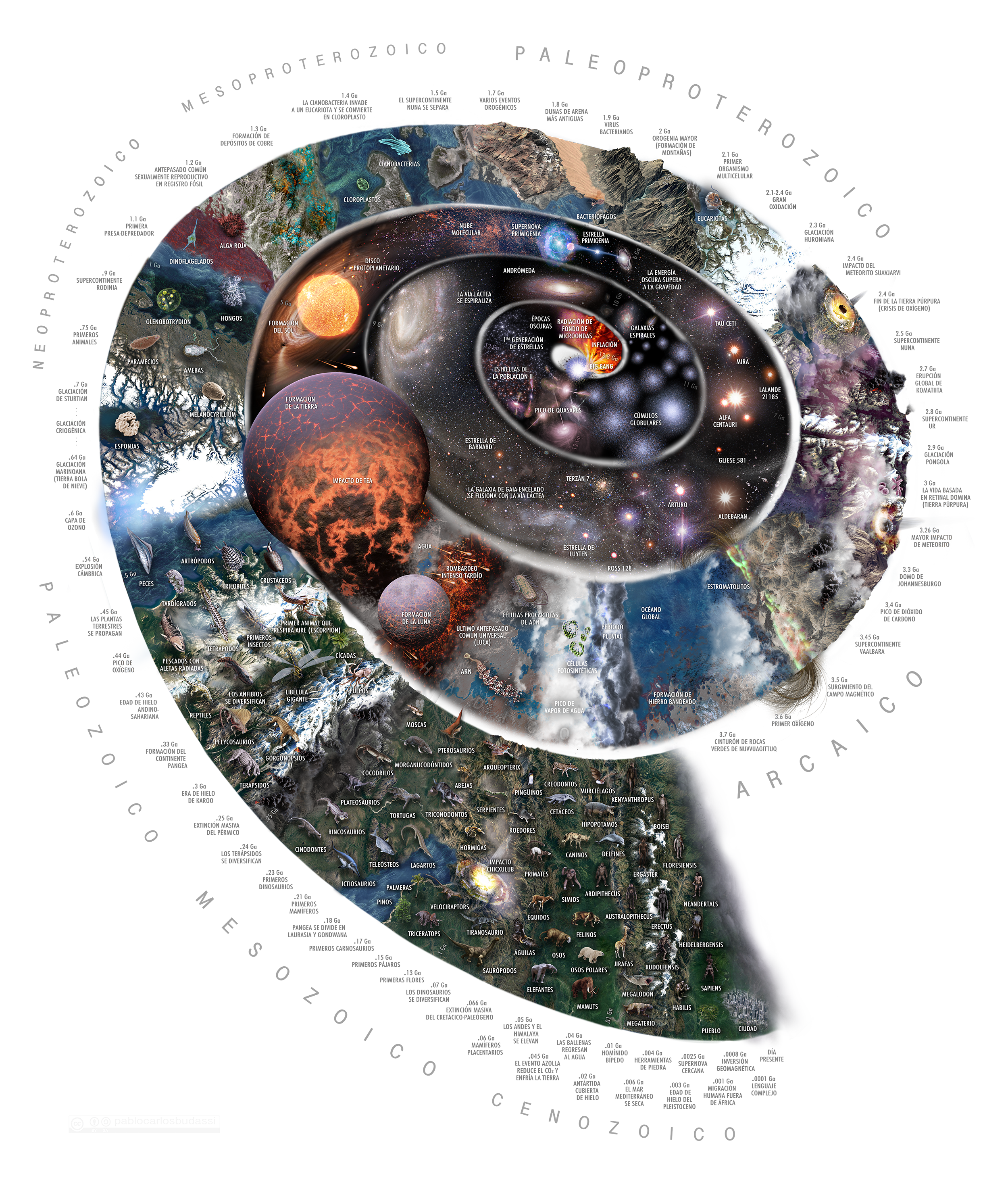
En esta ilustración de la Gran Historia, se ha elegido la unidad Ga ("giga-annum") para llevar los diferentes períodos y eventos a números comprensibles.

Tiempo profundo es un concepto equivalente al de tiempo geológico. El término científico moderno fue usado por primera vez en el siglo XVIII por el geólogo escocés James Hutton (1726–1797). Dicho término ha sido utilizado como referencia para establecer la edad de la Tierra en 4,54 miles de millones de años. La comprensión de Hutton del término «tiempo profundo» fue, en palabras suyas, crucial, filosófica y científicamente hablando. Posteriormente, el término fue utilizado por Charles Lyell en sus Principles of Geology (1830–1833). Según algunas fuentes, este libro sirvió como inspiración para el naturalista y teorista evolucionario Charles Darwin en cuanto a sus teorías de la evolución.